# Падашулкаярви
Падашулкаярви (Падашулка-ярви, Паташулка-ярви) — озеро на территории Луусалмского сельского поселения Калевальского района Республики Карелии.

## Общие сведения
Площадь озера — 1 км². Располагается на высоте 144,6 метров над уровнем моря.
Форма озера лопастная, продолговатая: оно вытянуто с запада на восток. Берега каменисто-песчаные, преимущественно возвышенные.
Из восточной оконечности озера вытекает безымянный водоток, который, протекая через озеро Кайналайненъярви, впадает в озеро Вайкульское, через которое протекает река Писта, впадающая в озеро Верхнее Куйто.
В озере расположены два относительно крупных (по масштабам водоёма) острова без названия.
К северу от озера проходит лесовозная дорога.
Код объекта в государственном водном реестре — 02020000811102000004555.